# Mustafalı, Gülyalı
Mustafalı là một xã thuộc huyện Gülyalı, tỉnh Ordu, Thổ Nhĩ Kỳ. Dân số thời điểm năm 2010 là 576 người.